# Sand Point (penisola)

Una piccola collina su Sand Point all'interno del Magnuson Park, con una vista del Lago Washington su tre lati

Il Lago Washington visto dalla riva su Sand Point

Sand Point è una penisola che si protende nel Lago Washington a nord di Seattle, Washington, negli Stati Uniti d'America. È per lo più occupata dal Magnuson Park e dà il nome al  quartiere Sand Point ad ovest. 
Ex stazione aerea navale degli Stati Uniti, è principalmente area di parco pubblico, ma con una porzione occupata dalla National Oceanic and Atmospheric Administration.
Sand Point è stata utilizzata come luogo di ambientazione del videogioco The X-Files: The Game.